# Bob vid olympiska vinterspelen 2006

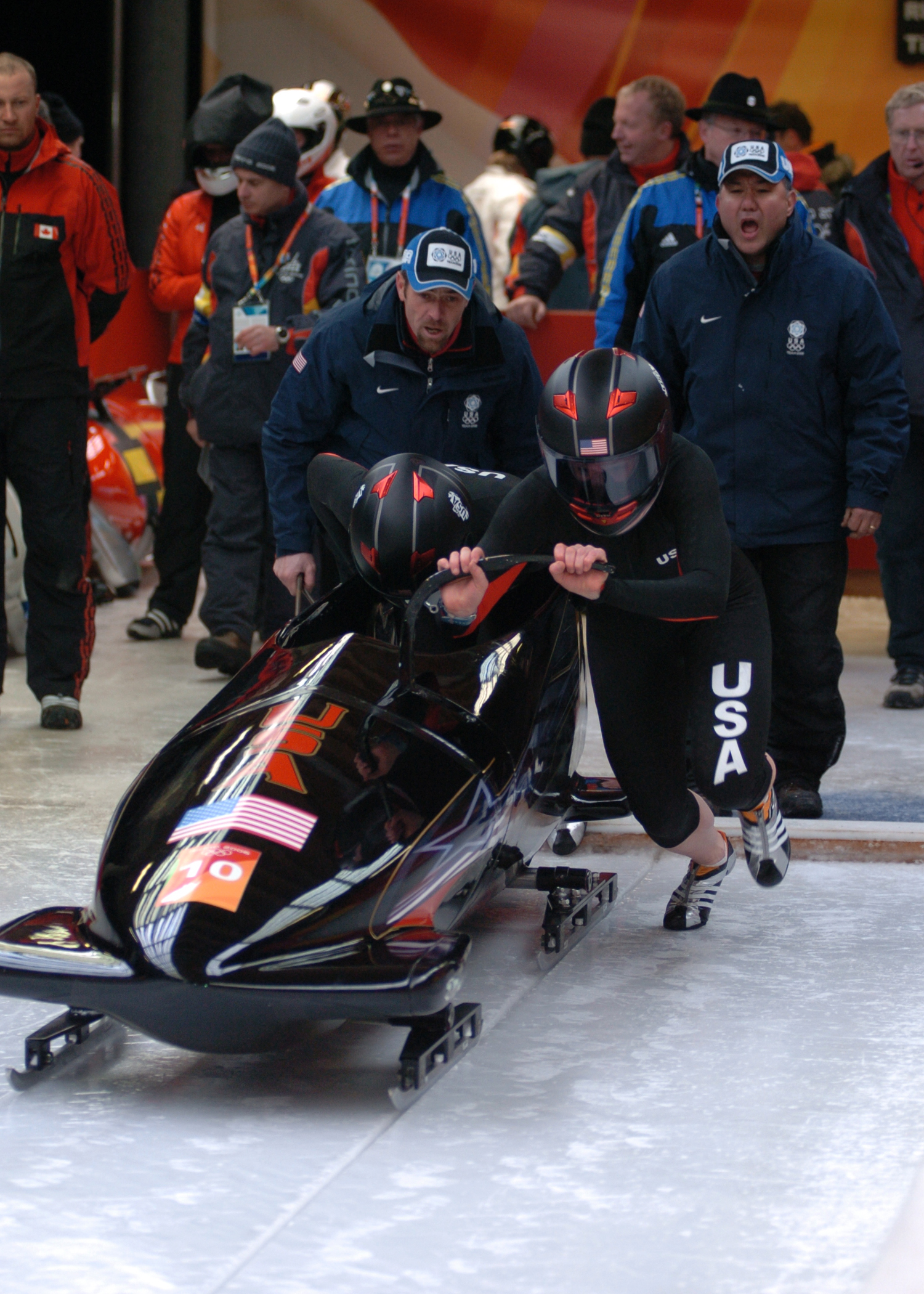
USA:s damlag.

## Medaljörer
| Spel                          | Guld                                                     | Silver                                                                       | Brons                                                         |
| Herrar, fyramanna Detaljer... | Tyskland Kevin Kuske René Hoppe Martin Putze André Lange | Ryssland Aleksej Vojevoda Aleksej Seliverstov Filip Jegorov Aleksandr Zubkov | Schweiz Martin Annen Cedric Grand Thomas Lamparter Beat Hefti |
| Herrar, tvåmanna Detaljer...  | Tyskland Kevin Kuske André Lange                         | Kanada Pierre Lueders Lascelles Brown                                        | Schweiz Martin Annen Beat Hefti                               |
| Damer, tvåmanna Detaljer...   | Tyskland Sandra Kiriasis Anja Schneiderheinze            | USA Shauna Rohbock Valerie Fleming                                           | Italien Gerda Weissensteiner Jennifer Isacco                  |

## Medaljtabell
| Pl. | Nation   | Guld | Silver | Brons | Totalt |
| --- | -------- | ---- | ------ | ----- | ------ |
| 1   | Tyskland | 3    | 0      | 0     | 3      |
| 2   | Kanada   | 0    | 1      | 0     | 1      |
| 2   | Ryssland | 0    | 1      | 0     | 1      |
| 2   | USA      | 0    | 1      | 0     | 1      |
| 5   | Schweiz  | 0    | 0      | 2     | 2      |
| 6   | Italien  | 0    | 0      | 1     | 1      |

## Deltagande nationer
| - Australien (4) - Österrike (5) - Brasilien (4) - Kanada (12) - Kroatien (4) - Tjeckien (5) - Frankrike (5) - Storbritannien (6) - Tyskland (14) - Ungern (4) - Italien (12) | - Japan (4) - Lettland (9) - Monaco (2) - Nederländerna (8) - Nya Zeeland (4) - Polen (4) - Rumänien (6) - Ryssland (11) - Slovakien (4) - Schweiz (12) - USA (12) |

## Herrar

### Dubbel
Tävlingsdag: 19 februari 2006 (final)
| Medalj | Personer                         | Land     | Tid     |
| Guld   | André Lange & Kevin Kuske        | Tyskland | 3:43,38 |
| Silver | Pierre Lueders & Lascelles Brown | Kanada   | 3:43,59 |
| Brons  | Martin Annen & Beat Hefti        | Schweiz  | 3:43,73 |

### Fyrmans
Tävlingsdag: 25 februari 2006 (final)
| Medalj | Personer                                                                | Land     | Tid     |
| Guld   | André Lange, Rene Hoppe, Kevin Kuske & Martin Putze                     | Tyskland | 3:40,42 |
| Silver | Aleksandr Zoubkov, Filip Jegorov, Aleksej Seliverstov & Aleksej Vojvoda | Ryssland | 3:40,55 |
| Brons  | Martin Annen, Thomas Lamparter, Beat Hefti & Cedric Grand               | Schweiz  | 3:40,83 |

## Damer

### Dubbel
Tävlingsdag: 21 februari 2006 (final)
| Medalj | Personer                               | Land     | Tid     |
| Guld   | Sandra Kiriasis & Anja Schneiderheinze | Tyskland | 3:49,98 |
| Silver | Shauna Rohbock & Valerie Fleming       | USA      | 3:50,69 |
| Brons  | Gerda Weissensteiner & Jennifer Isacco | Italien  | 3:51,01 |